# Herkestein
Herkenstein was een kasteel ten noordwesten van de Nederlandse stad Brouwershaven, nabij de buurtschap Looperskapelle, provincie Zeeland. 

## Herkomst van de naam
Er zijn verschillende theorieën voor de naam Herkestein:
- Herke is een verbastering van ‘arke’, dat ‘sluis’ betekent.
- Herke is een verbastering van ‘ark’, dat ‘boog’ betekent. Vanwege de slappe ondergrond zou het kasteel zijn gefundeerd op spaarbogen.
- Herke is afkomstig van het Keltische woord ‘arika’, dat ‘riviertje’ betekent.
- Herke wijst op een Germaanse persoonsnaam Harke, Harco of Herke.

## Geschiedenis
Kasteel Herkestein zal eind 13e eeuw door Ghise Nobelssone zijn gebouwd. De familie Nobel was Vlaamsgezind, en toen de Hollandse graaf rond 1306 zijn gezag in Zeeland herstelde, moesten de familie uitwijken naar Vlaanderen. Het eigendom van Herkestein ging over in handen van de familie De Looper.
In 1324 droeg Wisse die Looper van Brijdorpe het kasteel Herkestein op aan graaf Willem III, waarna hij het direct weer in leen terug ontving.
In 1426 vonden er gevechten plaats tussen Hoeken en Kabeljauwen, maar er werd geen melding gemaakt van kasteel Herkestein. Het slot zal voor die tijd al zijn verdwenen.
Op de voormalige kasteellocatie is in de 20e eeuw een vakantiepark gebouwd.

### Kroniek van Melis Stoke
In 1305 schreef Melis Stoke in zijn kroniek over een ‘huse’ in Brijdorpe. Hiermee kan de voormalige mottekasteel bedoeld worden dat even buiten Brijdorpe lag, maar de melding kan ook slaan op kasteel Herkestein, dat ten noordwesten stond van Brouwershaven in het ambacht Looperskapelle.
Hetzelfde geldt voor zijn beschrijving van de strijd tussen Vlaanderen en Holland na de dood van graaf Jan in 1299: de Vlamingen hadden in 1304 een vuur ontstoken op de toren van kasteel Brijdorpe om zo hun vloot de weg te wijzen naar het belegerde Zierikzee. Willem van Oostervant, zoon van Jan van Avesnes, viel het kasteel aan en wist met de Vlaamsgezinde eigenaar Ghise Nobelssone vrede te sluiten. Het vuur op de toren werd gedoofd, maar de Vlaamse vloot was al in aantocht. Gezien de ligging van Herkestein bij een haven, lijkt het aannemelijk dat Stoke op Herkestein doelde en niet op de verder landinwaarts gelegen motte.

## Beschrijving
In 1870 kwam een grondeigenaar de restanten tegen van het kasteel Herkestein. Bij de herverkaveling in 1957 werden opnieuw restanten aangetroffen. De ROB heeft in 1975 met proefsleuven het terrein onderzocht en kwam restanten tegen die wijzen op een bouw eind 13e/begin 14e eeuw. Dat zou Herkestein tot een logische opvolger maken van het oudere mottekasteel bij Brijdorpe.
Herkestein was waarschijnlijk een rechthoekig kasteel van twee verdiepingen met een ronde traptoren. De fundering bestond uit spaarbogen.
Aldegonde · Kasteel van Axel · Baarland · Baarsdorp · Barbestein · Biervliet · Bieweg · Blodenburg · Huis der Boede · Brijdorpe · Bruëlis · 't Burchtje · Burggravensteen · Buttinge · Coxijde · Crayenstein · Duinbeek · Duivelsberg · Ellewoutsdijk · Filippenburg · Geersdijk · Gistellis · Gravenhof · Slot Haamstede · Kasteel Hellenburg · Herkestein · Heuvelsweg · Hoge Huis · Ter Hooge · Hoogkamer · Kats · Kind van Trente · Kleverskerke · Kortgene · Kreke · Kruiningen · Laterdale · Lodijke · Maalstede (Hulst) · Maalstede (Kapelle) · Magdalon · Hof Ter Moere · Moermond · Te Mortiere · Muiden · Hof ter Nisse (Nisse) · Hof ter Nisse (Ossenisse) · Oostende · Oostende (Goes) · Oosterstein · Poelvoorde · Poortvliet · Popkensburg · De Pottere · Poucques · Pronkenburg · Ravenstein · Saeftingher Slot · Kasteel van Sint-Maartensdijk · Schengen · Sluis · Smallegange · Stavenisse · Tolhuis van Iersekeroord · Huus ter Tolne · Torenberg · Torenhoeve · Toren van Bourgondië · Troye · Valkenisse · Vinninghen · Vlissingen · Voorhoute · Waarde · Watervliet · Weldamme · Welland · Huis te Werf · Te Werve · Westenschouwen · Westhove · Westkerke · Windenburg · Zandenburg · Zwanenburg